# Marion Thomas
Marion Thomas (Marion Salmon-Thomas; * asi 1996 Francie) je francouzská horolezkyně a reprezentantka v ledolezení, bývalá reprezentantka ve sportovním lezení. Leze od 8 let, od 10 let dělala triatlon, poté se věnovala lyžování a sportovnímu lezení (finále na mistrovství Francie: 4. v boulderingu, 3. v rychlosti a 3. v kombinaci, účast na mistrovství Evropy juniorů).
V roce 2023 byla uvedená ve výsledkové listině jako Marion Salmon-Thomas.

## Výkony a ocenění
- 2019: druhé místo v celkovém hodnocení evropského poháru
- 2020: bronz na mistrovství Evropy
- 2023: bronz v celkovém hodnocení světového poháru

### Závodní výsledky
Ledolezení
| Světový pohár v ledolezení | Světový pohár v ledolezení | Světový pohár v ledolezení | Světový pohár v ledolezení |
| Rok                        | 2019                       | 2020                       | 2023                       |
| -------------------------- | -------------------------- | -------------------------- | -------------------------- |
| Obtížnost                  | 7                          | 5                          | 8                          |
| jednotlivě* (0/0/1)        | 9,-,6, 9,6,5               | ,12,4                      | 14,7,12                    |
|                            |                            |                            |                            |
| Rychlost                   | 6                          | 9                          | 3                          |
| jednotlivě* (0/1/1)        | 5,8,-, · 8,6,              | 7,0,7                      | -,8,                       |

* poznámka: napravo jsou poslední závody v roce
| Mistrovství Evropy v ledolezení | Mistrovství Evropy v ledolezení | Mistrovství Evropy v ledolezení | Mistrovství Evropy v ledolezení | Mistrovství Evropy v ledolezení |
| Rok                             | 2020                            | 2021                            | 2022                            | 2023                            |
| ------------------------------- | ------------------------------- | ------------------------------- | ------------------------------- | ------------------------------- |
| Obtížnost                       | 3                               | 5                               | —                               | 7                               |
| Rychlost                        | 7                               | —                               | —                               | 4                               |

| Evropský pohár v ledolezení | Evropský pohár v ledolezení |
| Rok                         | 2018/2019                   |
| --------------------------- | --------------------------- |
| Obtížnost                   | 2                           |
| jednotlivě* (0/2/1)         | ,,-,                        |

* poznámka: napravo jsou poslední závody v roce
Sportovní lezení
| Mistrovství Evropy juniorů ve sportovním lezení | Mistrovství Evropy juniorů ve sportovním lezení |
| Rok                                             | 2012 kat. A                                     |
| ----------------------------------------------- | ----------------------------------------------- |
| Rychlost                                        | 9                                               |